# نوتينغهام فورست
نادي نوتينغهام فورست لكرة القدم (بالإنجليزية: Nottingham Forest Football Club) هو نادي كرة قدم إنجليزي يلعب في الدوري الإنجليزي الممتاز، تأسس عام 1865، ويقع ملعب الفريق في مدينة نوتنغهام. وقد حصل الفريق على دوري أبطال أوروبا مرتين، في عام 1979 و1980. يلعب مبارياته رسمية على ملعبه سيتي غراوند الذي أفتتح في 1898، ويتسع لـ30،455 متفرج.

## اللاعبون

### التشكيلة الأساسية
آخر تحديث 21 سبتمبر 2022. 
ملاحظة: تشير الأعلام إلى المنتخب بحسب قواعد الأهلية المعتمدة من قبل الفيفا؛ تنطبق بعض الاستثناءات المحدودة. وقد يحمل اللاعبون أكثر من جنسية لا تعترف بها الفيفا.
| الرقم | البلد   | المركز | اللاعب                                |
| ----- | ------- | ------ | ------------------------------------- |
| 1     | إنجلترا | حارس   | دين هندرسون (معار من مانشستر يونايتد) |
| 2     | فرنسا   | مدافع  | جوليان بيانكون                        |
| 3     | إنجلترا | مدافع  | ستيف كوك                              |
| 4     | إنجلترا | مدافع  | Joe Worrall ‏ ()                       |
| 5     | بلجيكا  | وسط    | أوريل مانجالا                         |
| 6     | فرنسا   | مدافع  | لواك مبي سوح                          |
| 7     | ويلز    | مدافع  | نيكو ويليامس                          |
| 8     | إنجلترا | وسط    | جاك كولباك                            |
| 9     | نيجيريا | مهاجم  | تايوو أيونيي                          |
| 10    | إنجلترا | وسط    | مورغان جيبس وايت                      |
| 11    | إنجلترا | وسط    | جيسي لينغارد                          |
| 12    | إنجلترا | حارس   | جوردن سميث                            |
| 13    | ويلز    | حارس   | واين هينيسي                           |
| 14    | إنجلترا | وسط    | لويس أوبراين                          |
| 15    | إنجلترا | مدافع  | هاري توفولو                           |
| 16    | إنجلترا | مهاجم  | Sam Surridge                          |

| الرقم | البلد           | المركز | اللاعب                             |
| ----- | --------------- | ------ | ---------------------------------- |
| 18    | البرتغال        | وسط    | كافو                               |
| 19    | السنغال         | مدافع  | موسى نياخات                        |
| 20    | ويلز            | مهاجم  | برينان جونسون                      |
| 21    | السنغال         | وسط    | شيخو كوياتيه                       |
| 22    | إنجلترا         | وسط    | ريان ييتس (ن.قائد الفريق)          |
| 23    | سويسرا          | وسط    | ريمو فرويلر                        |
| 24    | ساحل العاج      | مدافع  | سيرج أورييه                        |
| 25    | نيجيريا         | مهاجم  | إيمانويل دنيس                      |
| 26    | إسكتلندا        | مدافع  | سكوت ماكينا                        |
| 27    | إنجلترا         | مدافع  | عمر ريشاردز                        |
| 28    | فرنسا           | مدافع  | لويك بادي (معار من ستاد رين)       |
| 30    | ساحل العاج      | مدافع  | ويلي بولي                          |
| 32    | البرازيل        | مدافع  | رينان لودي (معار من أتلتيكو مدريد) |
| 33    | مونتسرات        | مهاجم  | لايلي تايلور                       |
|       | البوسنة والهرسك | حارس   | Adnan Kanurić                      |

### اللاعبون المعارون
ملاحظة: تشير الأعلام إلى المنتخب بحسب قواعد الأهلية المعتمدة من قبل الفيفا؛ تنطبق بعض الاستثناءات المحدودة. وقد يحمل اللاعبون أكثر من جنسية لا تعترف بها الفيفا.
| الرقم | البلد            | المركز | اللاعب                            |
| ----- | ---------------- | ------ | --------------------------------- |
| 17    | إنجلترا          | مهاجم  | Alex Mighten (إلى شيفيلد وينزداي) |
|       | الولايات المتحدة | حارس   | إيثان هورفاث (إلى لوتون تاون)     |
|       | تونس             | مدافع  | محمد دراغر (إلى لوزيرن)           |
|       | كندا             | مدافع  | ريتشي لاريا (إلى تورونتو)         |
|       | إنجلترا          | مدافع  | جوناثان بانزو (إلى كوفنتري سيتي)  |

| الرقم | البلد          | المركز | اللاعب                           |
| ----- | -------------- | ------ | -------------------------------- |
|       | إنجلترا        | وسط    | Tyrese Fornah (إلى ريدنغ)        |
|       | باراغواي       | وسط    | Braian Ojeda (إلى ريال سالت ليك) |
|       | إنجلترا        | مهاجم  | جوش بولر (إلى أولمبياكوس)        |
|       | كوريا الجنوبية | مهاجم  | هوانغ أوي-جو (إلى أولمبياكوس)    |

## الملعب

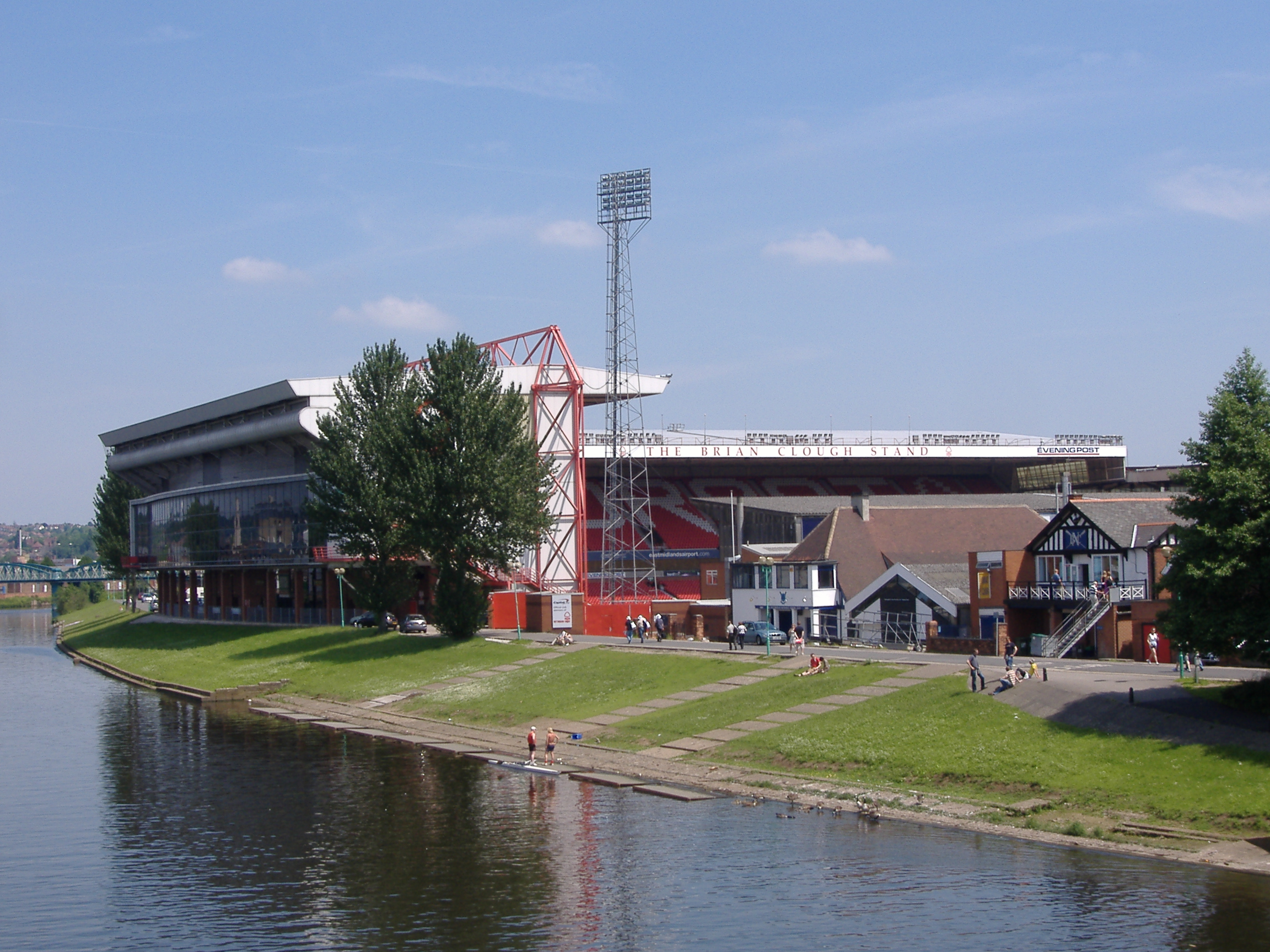
ملعب سيتي غراوند

سيتي غراوند (بالإنجليزية: City Ground) هو ملعب كرة قدم في نوتينغهام بمقاطعة نوتنغهامشير بإنجلترا، ويطل على نهر الترينت. أنشأ الملعب في عام 1898 بتكلفة بلغت 5 آلاف مليون جنيه إسترليني بذلك الوقت، وهو الملعب الرسمي لنادي نوتينغهام فورست منذ افتتاحه في عام 1898، يتسع الملعب إلى 30576 متفرج. مما يجعله في المركز الرابع والعشرين من قائمة أكبر الملاعب كرة قدم في إنجلترا.

## الإنجازات

### محلياً
- الدوري الإنجليزي الدرجة الأولى:[6]
  - الفائز (مرة): 1977–78.
  - الوصيف (مرتين): 1966–67، 1978–79.
- دوري الدرجة الثانية الإنجليزي:[6]
  - الفائز (3 مرات): 1906–07، 1921–22، 1997–98.
  - الوصيف (مرتين): 1956–57، 1993–94.
- دوري الدرجة الثالثة:[6]
  - الفائز (مرة): 1950–51.
  - الوصيف (مرة): 2007–08.
- كأس الاتحاد الإنجليزي لكرة القدم:
  - الفائز (مرتين): 1898، 1959.
  - الوصيف (مرة): 1991.
- كأس رابطة الأندية الإنجليزية المحترفة:
  - الفائز (4 مرات): 1978، 1979، 1989، 1990.
  - الوصيف (مرتين): 1980، 1992.
- درع المجتمع الإنجليزي:[7]
  - الفائز (مرة): 1978.
  - الوصيف (مرة): 1959.
- بطولة ويمبلي الدولية:
  - الفائز (مرة واحدة): 1988

### أوروبياً
- دوري أبطال أوروبا:

الفائز (مرتين): 1979، 1980.
- كأس السوبر الأوروبي:

الفائز (مرة): 1979.
الوصيف (مرة): 1980.
- كأس الإنتركونتيننتال:

الوصيف (مرة): 1980.